# Briefmarken-Jahrgang 1947 des Saarlandes
Nach dem Zweiten Weltkrieg war das Saarland von Dezember 1947 bis Ende 1956 ein (teil)autonomes Land unter dem Protektorat Frankreichs. Da es (bis Juli 1959) wirtschaftlich an Frankreich angegliedert war, galt der Französische Franken als Währung.
Der Briefmarken-Jahrgang 1947 des Saarlandes umfasste zwei Serien mit 20 und 13 Dauermarken; Sondermarken wurden nicht herausgegeben. Die erste Serie erschien ab dem 20. Januar 1947 in der Währung Pfennig und Mark. Ab dem 20. November 1947 wurde im Saarprotektorat der Franc als Währung eingeführt; damit wurden neue Briefmarken notwendig. Ab diesem Datum wurden daher 13 der 20 Werte der Ausgabe „Saar I“ mit einem Aufdruck in Centimes und Franc als „Saar II“ ausgegeben. Neue Briefmarken erschienen erst ab dem 1. April 1948 mit der Serie „Saar III“.

## Liste der Ausgaben und Motive
Legende
- Bild: Eine bearbeitete Abbildung der genannten Marke. Das Verhältnis der Größe der Briefmarken zueinander ist in diesem Artikel annähernd maßstabsgerecht dargestellt.
- Beschreibung: Eine Kurzbeschreibung des Motivs und/oder des Ausgabegrundes. Bei ausgegebenen Serien oder Blocks werden die zusammengehörigen Beschreibungen mit einer Markierung versehen eingerückt.
- Werte: Der Frankaturwert der einzelnen Marke zunächst in Pfennig, ab Ende des Jahres in Franc. Ein "+" bedeutet, dass es sich um eine Zuschlagmarke handelt (= Frankaturwert + Spende).
- Ausgabedatum: Das erstmalige Datum des Verkaufs dieser Briefmarke.
- Gültig bis: Das Datum, an dem die Gültigkeit endete.
- Auflage: Soweit bekannt, wird hier die zum Verkauf angebotene Anzahl dieser Ausgabe angegeben.
- Entwurf: Soweit bekannt, wird hier angegeben, von wem der Entwurf dieser Marke stammt.
- MiNr.: Diese Briefmarke wird im Michel-Katalog unter der entsprechenden Nummer gelistet.

| Dauermarken in Pfennig / Mark   |                                                                      |                  |                       |                   |                          |                             |           |
| Bild                            | Beschreibung                                                         | Werte in Pfennig | Ausgabe- datum (1947) | gültig bis        | Auflage                  | Entwurf                     | MiNr.     |
|                                 | Berufe und Ansichten aus dem Saarland (auch Saar I genannt) - Hauer  | 2                | 7. März               | 27. November 1947 | 2.029.723                | Vytautas Kazimieras Jonynas | 206       |
|                                 | - Hauer                                                              | 3                | 7. März               | 27. November 1947 | 1.510.614                | Vytautas Kazimieras Jonynas | 207       |
|                                 | - Hauer                                                              | 6                | 17. Februar           | 27. November 1947 | 2.995.533                | Vytautas Kazimieras Jonynas | 208       |
|                                 | - Hauer                                                              | 8                | 7. März               | 27. November 1947 | 2.506.711                | Vytautas Kazimieras Jonynas | 209       |
|                                 | - Hauer                                                              | 10               | 7. März               | 27. November 1947 | 2.992.581                | Vytautas Kazimieras Jonynas | 210       |
|                                 | - Hauer                                                              | 12               | 20. Januar            | 27. November 1947 | 8.267.951                | Vytautas Kazimieras Jonynas | 211       |
|                                 | - Abstich am Hochofen                                                | 15               | 17. Februar           | 27. November 1947 | 1.510.897                | Vytautas Kazimieras Jonynas | 212       |
|                                 | - Abstich am Hochofen                                                | 16               | 17. Februar           | 27. November 1947 | 2.994.626                | Vytautas Kazimieras Jonynas | 213       |
|                                 | - Abstich am Hochofen                                                | 20               | 7. März               | 27. November 1947 | 3.010.386                | Vytautas Kazimieras Jonynas | 214       |
|                                 | - Abstich am Hochofen                                                | 24               | 4. Februar            | 27. November 1947 | 10.557.895               | Vytautas Kazimieras Jonynas | 215       |
|                                 | - Industrieanlagen, Frauen bei der Rübenernte                        | 25               | 7. März               | 27. November 1947 | 1.019.454                | Vytautas Kazimieras Jonynas | 216       |
|                                 | - Industrieanlagen, Frauen bei der Rübenernte                        | 30               | 7. März               | 27. November 1947 | 1.511.324                | Vytautas Kazimieras Jonynas | 217       |
|                                 | - Industrieanlagen, Frauen bei der Rübenernte                        | 40               | 7. März               | 27. November 1947 | 1.515.770                | Vytautas Kazimieras Jonynas | 218       |
|                                 | - Industrieanlagen, Frauen bei der Rübenernte                        | 45               | 4. Februar            | 27. November 1947 | 1.097.647                | Vytautas Kazimieras Jonynas | 219       |
|                                 | - Industrieanlagen, Frauen bei der Rübenernte                        | 50               | 7. März               | 27. November 1947 | 1.012.256                | Vytautas Kazimieras Jonynas | 220       |
|                                 | - ehemalige Benediktiner Abtei Mettlach, Alter Turm                  | 60               | 7. März               | 27. November 1947 | 1.012.443                | Vytautas Kazimieras Jonynas | 221       |
|                                 | - ehemalige Benediktiner Abtei Mettlach, Alter Turm                  | 75               | 20. Januar            | 27. November 1947 | 2.097.554                | Vytautas Kazimieras Jonynas | 222       |
|                                 | - ehemalige Benediktiner Abtei Mettlach, Alter Turm                  | 80               | 7. März               | 27. November 1947 | 1.514.779                | Vytautas Kazimieras Jonynas | 223       |
|                                 | - Marschall-Ney-Denkmal, Saarlouis                                   | 84               | 17. Februar           | 27. November 1947 | 2.768.074                | Vytautas Kazimieras Jonynas | 224       |
|                                 | - Große Saarschleife bei Mettlach                                    | 1 Mark           | 17. Februar           | 27. November 1947 | 1.967.432                | Vytautas Kazimieras Jonynas | 225       |
| Dauermarken in Centimes / Franc |                                                                      |                  |                       |                   |                          |                             |           |
| Bild                            | Beschreibung                                                         | Werte in Franc   | Ausgabe- datum (1947) | gültig bis        | Auflage Urdruck Neudruck | Entwurf                     | MiNr.     |
|                                 | Berufe und Ansichten aus dem Saarland (auch Saar II genannt) - Hauer | 10 Centimes      | 27. November          | 31. Mai 1948      | 8.900 2.864.272          | Vytautas Kazimieras Jonynas | 226 (206) |
|                                 | - Hauer                                                              | 60 Centimes      | 27. November          | 31. Mai 1948      | 7.000 1.194.617          | Vytautas Kazimieras Jonynas | 227 (207) |
|                                 | - Hauer                                                              | 1                | 27. November          | 31. Mai 1948      | 35.600 1.205.314         | Vytautas Kazimieras Jonynas | 208 (210) |
|                                 | - Hauer                                                              | 2                | 20. November          | 31. Mai 1948      | zusammen 3.243.645       | Vytautas Kazimieras Jonynas | 229 (211) |
|                                 | - Abstich am Hochofen                                                | 3                | 20. November          | 31. Mai 1948      | 7.900 2.596.809          | Vytautas Kazimieras Jonynas | 230 (212) |
|                                 | - Abstich am Hochofen                                                | 4                | 27. November          | 31. Mai 1948      | 16.400 791.900           | Vytautas Kazimieras Jonynas | 231 (213) |
|                                 | - Abstich am Hochofen                                                | 5                | 27. November          | 31. Mai 1948      | 8.300 1.628.138          | Vytautas Kazimieras Jonynas | 232 (214) |
|                                 | - Abstich am Hochofen                                                | 6                | 20. November          | 31. Mai 1948      | zusammen 5.929.687       | Vytautas Kazimieras Jonynas | 233 (215) |
|                                 | - Industrieanlagen, Frauen bei der Rübenernte                        | 9                | 27. November          | 31. Mai 1948      | 7.700 703.010            | Vytautas Kazimieras Jonynas | 234 (217) |
|                                 | - Industrieanlagen, Frauen bei der Rübenernte                        | 10               | 6. Dezember           | 31. Mai 1948      | 5.700 904.104            | Vytautas Kazimieras Jonynas | 235 (220) |
|                                 | - ehemalige Benediktiner Abtei Mettlach, Alter Turm                  | 14               | 27. November          | 31. Mai 1948      | 6.700 686.785            | Vytautas Kazimieras Jonynas | 236 (221) |
|                                 | - Marschall-Ney-Denkmal, Saarlouis                                   | 20               | 6. Dezember           | 31. Mai 1948      | zusammen 810.873         | Vytautas Kazimieras Jonynas | 237 (224) |
|                                 | - Große Saarschleife bei Mettlach                                    | 50               | 6. Dezember           | 31. Mai 1948      | 14.600 571.643           | Vytautas Kazimieras Jonynas | 238 (225) |